# Charles Westphal
Pour les articles homonymes, voir Westphal.
Charles Westphal, né le 24 novembre 1896 et mort le 11 janvier 1972 est un pasteur de l’Église réformée de France, président de la Fédération protestante de France de 1961 à 1970. Théologien, il est l’un des promoteurs de la pensée de Karl Barth dans le protestantisme français. Il est également un ardent promoteur de l'œcuménisme et de l'amitié judéo-chrétienne. Son engagement dans la protection des juifs persécutés pendant la Seconde Guerre mondiale lui a fait décerner à titre posthume, ainsi qu’à son épouse Denise, le titre de Juste parmi les nations.

## Biographie

### Jeunesse
Charles Westphal est né à Montpellier le 24 novembre 1896, où son père Alfred Westphal est négociant. Sa mère est Sophie Westphal, née de Loriol. Après ses études secondaires, il s’engage comme volontaire, dès le début de la Première Guerre mondiale. Grièvement blessé deux fois, il est décoré de la croix de guerre.
Après la guerre, il fait des études de théologie à la faculté de théologie protestante de Paris, à l’Union Theological Seminary de New York (1921-1922), à la faculté de théologie de l'université d'Édimbourg tandis qu'il dessert la paroisse francophone de cette ville. Il épouse Denise Leenhardt, fille de l'architecte Edmond Leenhardt, en 1925.

### Premiers postes pastoraux
Il est nommé pasteur à Châtillon-en-Diois dans la Drôme en 1923, puis il devient en 1929 secrétaire général de la Fédération française des associations chrétiennes d'étudiants, la « Fédé », où il succède au pasteur Pierre Maury. Il était un lecteur assidu de Kierkegaard et un grand admirateur de Claudel. Après un poste de pasteur auxiliaire à l'Église réformée de Pentemont à Paris, il est nommé en 1939 pasteur à Grenoble.

### Activités résistantes durant la Seconde Guerre mondiale
Le dimanche 14 juillet 1940, au temple de Grenoble, Charles Westphal condamne en chaire le régime nazi. Bien que dénoncé, il ne sera pas arrêté. Son collègue au sein de la paroisse réformée de Grenoble, le pasteur Jean Cook (1899-1973), arrivé à Grenoble en 1938, partage entièrement les vues de Charles Westphal et opère de concert avec lui. Tous deux manifestèrent clairement leur opposition à la politique antisémite dès la parution des premières mesures antisémites du gouvernement de Vichy et demandèrent aux paroissiens de l’Église réformée de "résister avec une foi ferme", dans la ligne des thèses de Pomeyrol.
Directeur de la revue protestante Foi et Vie, avant la guerre, il avait préconisé une série de Cahiers spéciaux d'études juives qui fut à l'origine d'une véritable révolution de la mentalité protestante dans ses rapports entre Chrétiens et Juifs. Il crée les Cahiers d'études juives en 1943. L'influence spirituelle de Charles Westphal incita donc la communauté protestante à s'engager activement dans le sauvetage des juifs persécutés voire dans la Résistance. 
Très discret sur ses propres actions, il aide des étudiants choisissant le maquis et la Résistance et de nombreux juifs désirant passer en Suisse. Il est pour cela en liaison avec Madeleine Barot et la Cimade. Sa famille est totalement associée à cet engagement. Par exemple, lorsqu'il réussit à faire sortir du camp de Rivesaltes Imre Gomery, Hongrois destiné à la déportation, la femme de ce dernier trouva chez les Westphal, en attendant la libération de son mari, le réconfort et l’espoir. Ensuite Charles et Denise Westphal continuèrent à aider le couple Gomery en leur fournissant des colis de ravitaillement. Ou bien lorsque Simon Feigelson, jeune juif de 18 ans réfugié à Grenoble avec sa famille, décida de se soustraire au STO en septembre 1943 : le pasteur Westphal proposa de l’héberger afin de lui permettre d'échapper à la police. Denise Westphal fit des prouesses pour nourrir tous ses hôtes car il y avait un autre ménage de fugitifs juifs caché dans leur chambre de bonne. Claude, une de leurs filles, lui montait ses repas. Le couple Westphal prit ainsi d’énormes risques puisque leurs positions étaient connues du public et que la police française et la Gestapo recherchaient activement à démanteler les filières d'évasion des juifs comme des réfractaires au STO. Le danger s'accrut après le retrait des troupes italiennes de la région, en septembre 1943, mais les Westphal ne furent finalement pas inquiétés.
Les soldats alliés évadés bénéficient aussi de l'aide de l’Église protestante de Grenoble. Dans la salle annexe, derrière le temple, il y a une trappe qui mène à une ancienne cave à charbon, sous la chaire. C'est là que des prisonniers de guerre anglais, échappés d'un camp d'internement, trouvent une cachette pendant quelques jours en 1942, grâce à l'initiative du concierge du temple, M. Brachon, et avec l'aide de Donald Caskie, pasteur écossais. Par la suite, un certain nombre de Juifs l’utilisent à leur tour en attendant de pouvoir bénéficier des filières de passage vers la Suisse.

### Carrière pastorale après-guerre
Il est pasteur de l'Église réformée du Saint-Esprit à Paris de 1945 à 1968. Il est rédacteur de la revue Foi & Vie de 1945 à 1957 et membre du comité central du Conseil œcuménique des Églises à partir de 1956. Il est vice-président de la Fédération protestante de France à partir de 1947 et président de 1961 à 1970.

## Importance et postérité

### Théologien engagé
Charles Westphal, comme de nombreux pasteurs de sa génération, est très marqué par la pensée du théologien suisse Karl Barth, qu’il contribue avec Pierre Maury à faire connaître en France. Il fait publier en 1932 le premier texte de Karl Barth traduit en français dans Le Semeur, l’organe de presse de la Fédération française des associations chrétiennes d'étudiants, et demande, en 1939, au théologien suisse Karl Barth d'écrire le texte connu comme la Lettre aux protestants de France, qui soutient leur résistance au nazisme.
Après la guerre, que ce soit au sein du Conseil national de l'Église réformée de France, au sein du conseil de la Fédération protestante de France ou comme président de cette fédération, Charles Westphal n'a pas cessé d'exhorter l'Église à prendre courageusement ses responsabilités politiques et sociales, même impopulaires comme l'opposition au recours à la torture pendant la guerre d'Algérie.

### Œcuménisme
Charles Westphal contribue activement à l’œcuménisme naissant tant vis-à-vis de catholicisme que des minorités du protestantisme, en particulier les baptistes dont il admirait la piété. Il est à l’origine de la création du Laboratoire de recherches théologiques, qu’il anime avec les Pères Villain et Congar, et participe avec eux à de nombreux débats.
Il assiste aux assemblées œcuméniques internationales d’Amsterdam (1948) – assemblée fondatrice du Conseil Œcuménique des Églises, d’Evanston (1954) et de New Delhi (1961). 
Charles Westphal s'est engagé en faveur du rapprochement entre juifs et chrétiens. Il préside le comité de la Fédération protestante de France Église et Israël. 

## Famille
Charles et Denise Westphal ont eu six enfants. Il meurt le 11 janvier 1972 à Montpellier.

## Hommages et distinctions
- croix de guerre 1914-1918
- 1970 : commandeur dans l'Ordre de la Légion d'honneur[7].
- 2004 : Juste parmi les Nations à titre posthume[5].